# خاطرات یک گیشا (فیلم)
خاطرات یک گیشا (به انگلیسی: Memoirs Of A Geisha) نام فیلمی درام آمریکایی محصول سال ۲۰۰۵ به کارگردانی راب مارشال است. این فیلم بر اساس رمانی به همین نام ساخته شده‌است. تهیه کنندگی این فیلم بر عهده استیون اسپیلبرگ بوده‌است. این فیلم موفق به دریافت ۳ اسکار و ۲۸ نامزدی در جشنواره‌های دیگر شده‌است که جمعاً منجر به دریافت ۱۶ جایزه شد. آهنگسازی این فیلم را جان ویلیامز، آهنگ‌ساز بزرگ آمریکایی برعهده داشته‌است.

## داستان
چیو (سوزوکو اوهگو)، دختر ۹ ساله‌ای با چشمان آبی و خواهرش ساتسو، دختران یک خانوادهٔ فقیر ماهیگیر روستایی در ژاپن هستند. مادرشان بیمار، و پدر از کار افتاده‌است. پدر و مادر در برابر بهایی نه چندان بالا دختران خود را می‌فروشند و دخترها به پایتخت برده می‌شوند. مدیر گیشا خانهٔ اوکیا (کائوری موموئی) چیو را می‌پسندد و خواهرش را نمی‌پذیرد و ساتسو به یک خانهٔ بدنام برده می‌شود. چیو در اوکیا خدمتکار می‌شود و به گیشا خانه و گیشای ستاره‌اش، هاتسومومو (گونگ لی) خدمت می‌کند اما روزی به‌طور ناخواسته باعث می‌شود مدیر گیشا خانه متوجه شود که هاتسومومو با جوانی روابطی عاشقانه دارد که باعث تنبیه گیشا می‌شود چرا که «یک گیشا هرگز نباید عاشق شود» و از آن پس او به چیو به مانند دشمن خود می‌نگرد و او را آزار می‌دهد. اما برای چیو مهم نیست، او می‌خواهد با ساتسو فرار کند بی‌خبر از آنکه ساتسو ناگهان گم می‌شود و با نامه‌ای به او خبر داده می‌شود والدینش فوت کرده‌اند.
پس او می‌فهمد از این پس فقط یک خدمتکار می‌ماند در حالی که دوستش، پامپکین (زو وایزنبام) قرار است دستیار هاتسومومو شود تا او هم گیشایی دیگر باشد. چیوی غمگین یک روز در خیابان گریه می‌کرده که یک مرد ثروتمند (کن واتانابه) می‌ایستد و او را دلداری می‌دهد و برایش یک بستنی می‌خرد و دو سکه به او می‌دهد تا خوشحالش کند، چیو لبش را به شربت سرخ روی بستنی می‌زند و شادمانه به مرد می‌گوید حالا من هم یک گیشا هستم، مرد می‌خندد و با محبت لب‌های دخترک را با دستمالش پاک می‌کند و دستمال هم از آن چیو می‌شود و خود با دو گیشا از آنجا می‌رود، اما چیو که در دنیای کودکانه‌اش یکی را یافته که دوستش دارد تصمیم می‌گیرد هر کاری کند تا یک گیشا شود و با آن مرد مهربان هر جا که می‌خواهد برود. بخت با او یار است و گیشای بزرگ، مامه‌ها (میاکو تاچیبانا) که به دیدار مدیر اوکیا آمده متعجب از رنگ چشمان چیو او را به عنوان شاگرد مخصوصش انتخاب می‌کند تا از او یک گیشا بسازد و شانس پامپکین برای گیشا شدن از بین می‌رود.
از آن پس چیو، نام هنری سایوری را برمی‌گزیند. سایوری (زی‌یی ژانگ) حالا دختر جوانی است که در اولین نمایش خود همه را میخکوب می‌کند و دو مرد شاهد اولین نمایشند، مرد ثروتمند که پس از سال‌ها سایوری را از رنگ چشمانش می‌شناسد و دوستش نابو (کوجی یاکوشو) که نیمی از صورتش دفرمه شده و از گیشاها متنفر است و به اصرار دوستش آمده اما چیزی در سایوری هست که نابو را به خود می‌کشاند و عاشقش می‌شود حال آنکه سایوری که پس از مدت‌ها مرد ثروتمند را یافته همو که دستمالش را هر شب چون یادگاری عزیز می‌بوییده، به عشق نابو وقعی نمی‌نهد. نمایش سایوری آنچنان چشمگیر بود که هاتسومومو که پا به سن گذاشته اخراج می‌شود و پامپکین عملاً فراموش. همه چیز بر وقف مراد سایوری است که ناگهان جنگ جهانی همه چیز را به هم می‌ریزد …

## جوایز و افتخارات
جایزه اسکار:
- برنده جایزه اسکار بهترین کارگردان هنری
- برنده جایزه اسکار بهترین فیلم برداری
- برنده جایزه اسکار بهترین طراحی لباس
- نامزد جایزه اسکار بهترین موسیقی فیلم
- نامزد جایزه اسکار بهترین تدوین صدا
- نامزد جایزه اسکار بهترین ترکیب صدا

جایزه گلدن گلوب:
- برنده جایزه اسکار بهترین موسیقی فیلم
- نامزد جایزه گلدن گلوب بهترین بازیگر زن فیلم درام